# Blepisanis atrofrontalis
Blepisanis atrofrontalis là một loài bọ cánh cứng trong họ Cerambycidae.